# Františkovy Lázně-Aquaforum
Františkovy Lázně-Aquaforum – przystanek kolejowy w Františkovy Lázně, w kraju karlowarskim, w Czechach. Położona jest na wysokości 445 m n.p.m. Znajduje się przy centrum wodnym Aquaforum.
Na przystanku nie ma możliwości zakupu biletów, a obsługa podróżnych odbywa się w pociągu. 

## Linie kolejowe
- 148 Cheb - Hranice v Čechách